# Río Arenal
El río Arenal es un río de Costa Rica, perteneciente a la vertiente del mar Caribe. Se encuentra ubicado en la zona norte del país. Desemboca en el río San Carlos, convirtiéndose en uno de sus principales afluentes junto al río Tres Amigos.

## Curso
Nace en las faldas del volcán Arenal, cerca de la ciudad de La Fortuna del cantón de San Carlos, provincia de Alajuela. Discurre en dirección oeste-este, formando meandros, luego se desvía hacia el noreste, hasta verter sus aguas en el río San Carlos, a la altura de la comunidad de Boca Arenal. Sus principales afluentes son los ríos Caño Negro, Aguacaliente, Chiquito, Aguas Gatas, Quebrada Burío, Platanillo y Tito.

## Importancia
La importancia de este río radica en que sus aguas, junto a las de sus afluentes, otros ríos menores y la laguna de Cote, se utilizan para formar el embalse del lago Arenal, un represamiento de aguas artificial de 87.8 km² y 2416 millones de m³, que constituye el complejo hidroeléctrico más importante de Costa Rica. Antes de la construcción de la represa, el río Arenal era el encargado de drenar la antigua laguna de Arenal que originalmente ocupaba el sitio del embalse. Durante su curso, el río se caracteriza por la formación de saltos, cascadas y rápidos, lo que, sumado a su localización en una de las zonas de mayor turismo de Costa Rica, estimula su visitación para practicar el balsismo y el tubing.